# Nova Macaúbas
Nova Macaúbas é um bairro rural (área urbana isolada) do município brasileiro de Mirassolândia, que integra a Região Metropolitana de São José do Rio Preto, no interior do estado de São Paulo.

## História

### Origem
O bairro Nova Macaúbas foi fundado em território do município de Mirassol.

## Geografia

### Demografia

#### População urbana
| Crescimento população urbana | Crescimento população urbana | Crescimento população urbana | Crescimento população urbana |
| Censo                        | Pop.                         |                              | %±                           |
| ---------------------------- | ---------------------------- | ---------------------------- | ---------------------------- |
| 1991                         | 654                          |                              | —                            |
| 2000                         | 760                          |                              | 16,2%                        |
| 2010                         | 793                          |                              | 4,3%                         |
| 2022                         | 864                          |                              | 9,0%                         |
| Fonte: IBGE e Fundação SEADE |                              |                              |                              |

Até o Censo 2010 (IBGE) Nova Macaúbas era classificado pelo IBGE como área urbana isolada do distrito sede.

### Rodovias
O bairro Nova Macaúbas possui acesso à Mirassolândia através de estrada vicinal.

## Serviços públicos

### Saneamento
O serviço de abastecimento de água é feito pela Prefeitura Municipal de Mirassolândia.

### Energia
A responsável pelo abastecimento de energia elétrica é a CPFL Paulista, distribuidora do grupo CPFL Energia.

## Religião
O Cristianismo se faz presente no bairro da seguinte forma:

### Igreja Católica
- A igreja faz parte da Diocese de São José do Rio Preto[9].

### Igrejas Evangélicas
- Assembleia de Deus - O bairro possui uma congregação da Assembleia de Deus Ministério do Belém, vinculada ao Campo de Ipaussu. Por essa igreja, através de um início simples, mas sob a benção de Deus, a mensagem pentecostal chegou ao Brasil. Esta mensagem originada nos céus alcançou milhares de pessoas em todo o país, fazendo da Assembleia de Deus a maior igreja evangélica do Brasil[10].
- Congregação Cristã no Brasil[11].